# Макале (Рагуза)
Макале је насеље у Италији у округу Рагуза, региону Сицилија.
Према процени из 2011. у насељу је живело 52 становника. Насеље се налази на надморској висини од 457 м.